# Пропавшие (фильм)
«Пропа́вшие» (англ. Gone) — фильм совместного производства Великобритании и Австралии, вышедший на экраны в 2007 году. Съёмки фильма проходили в штатах Новый Южный Уэльс и Квинсленд.

## Сюжет
Алекс и Софи — молодые влюблённые из Британии, путешествующие по австралийскому побережью. Они знакомятся с Тейлором, дружелюбным американцем, который предлагает им поехать вглубь континента, утверждая, что там намного интересней. Ребята легкомысленно соглашаются, но чем дальше они продвигается по курсу, предложенному Тейлором, тем сильнее начинают меняться отношения внутри их компании: Тейлору с помощью различных уловок удаётся поссорить влюблённых. Алекс пытается уговорить Софи бросить нового знакомого, но девушка воспринимает все его слова как банальную ревность. Тейлор и Алекс становятся чуть ли не врагами, а вот Софи напротив начинает постепенно сближаться с ним.

## В ролях
| Актёр            | Роль   |
| ---------------- | ------ |
| Скотт Мекловиц   | Тейлор |
| Амелия Уорнер    | Софи   |
| Шон Эванс        | Алекс  |
| Ивонн Страховски | Сондра |
| Виктория Тейн    | Лена   |